# Osiedle mieszkaniowe „Huby”

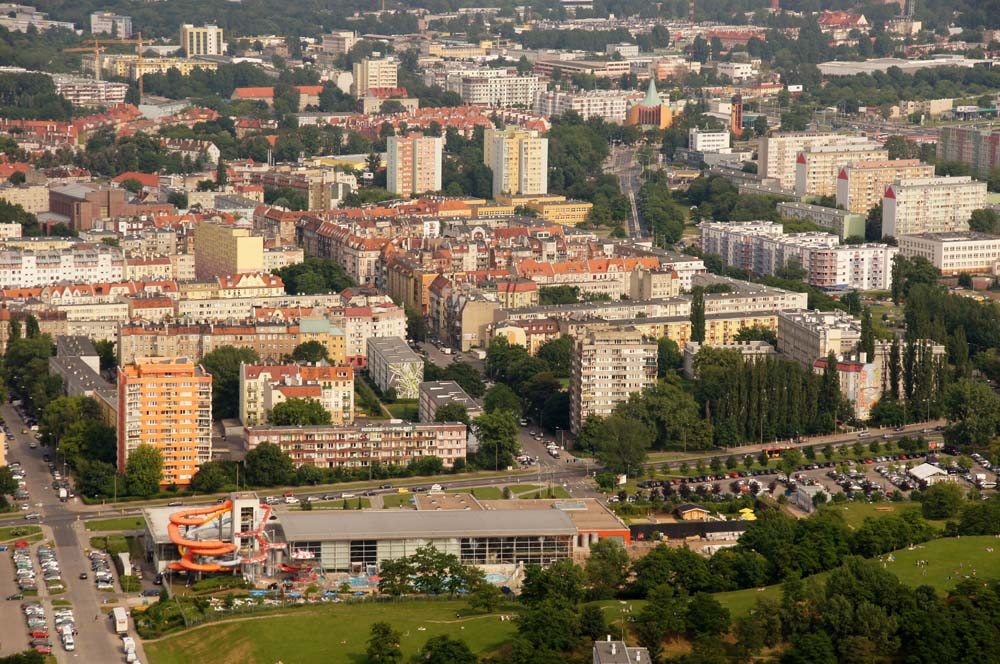
Południowa część Hub od ul. Wesołej do ul. Kamienneju-f1

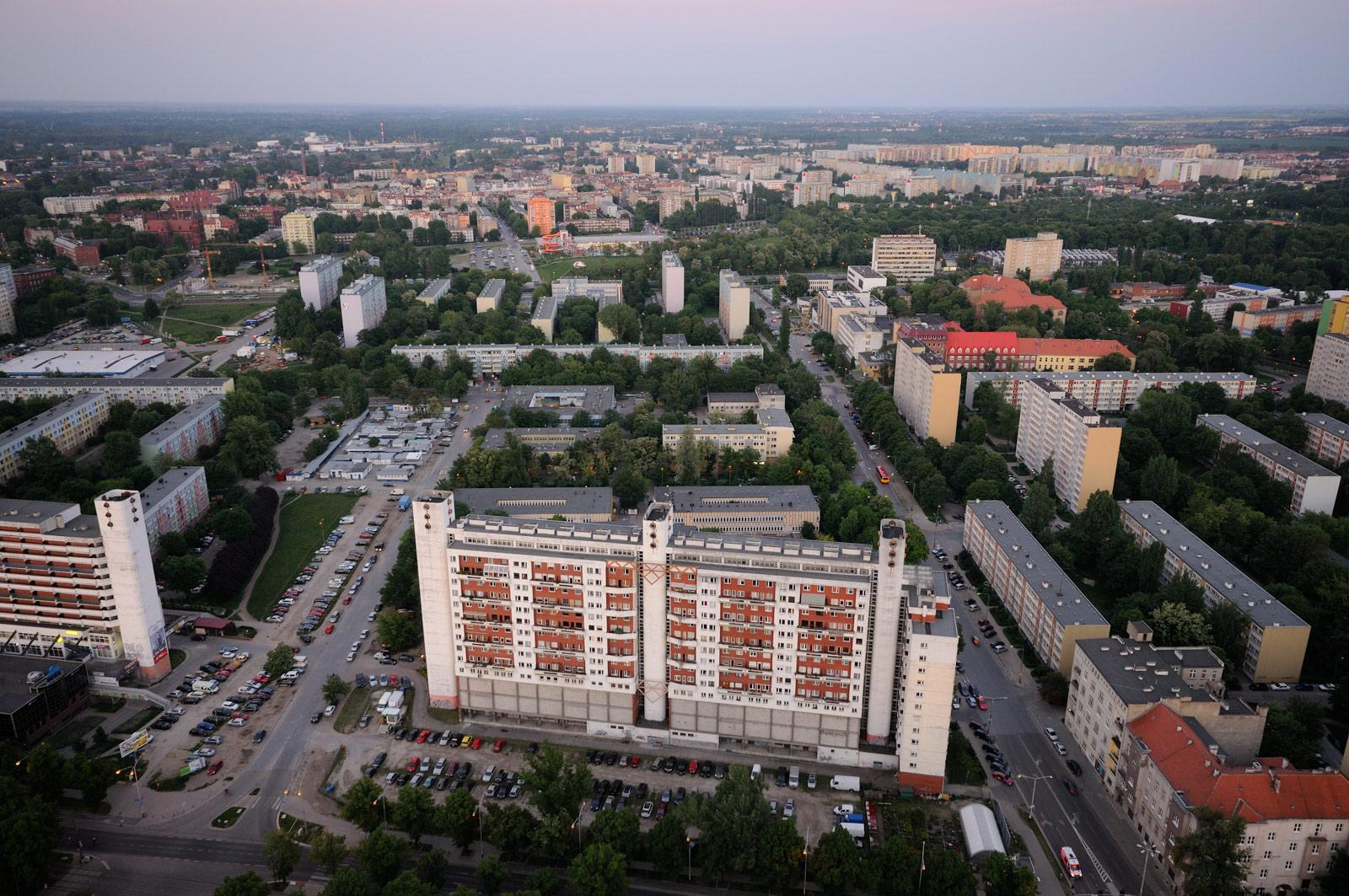
Huby (górna część zdjęcia)u-f2

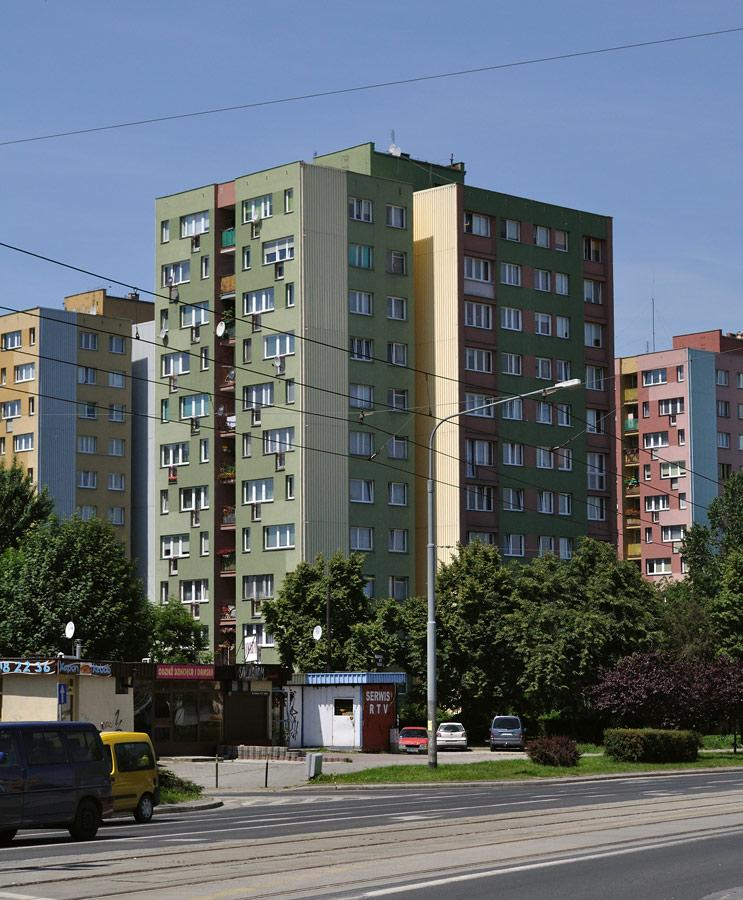
Punktowce u zbiegu ul. Hubskiej i Kamiennej

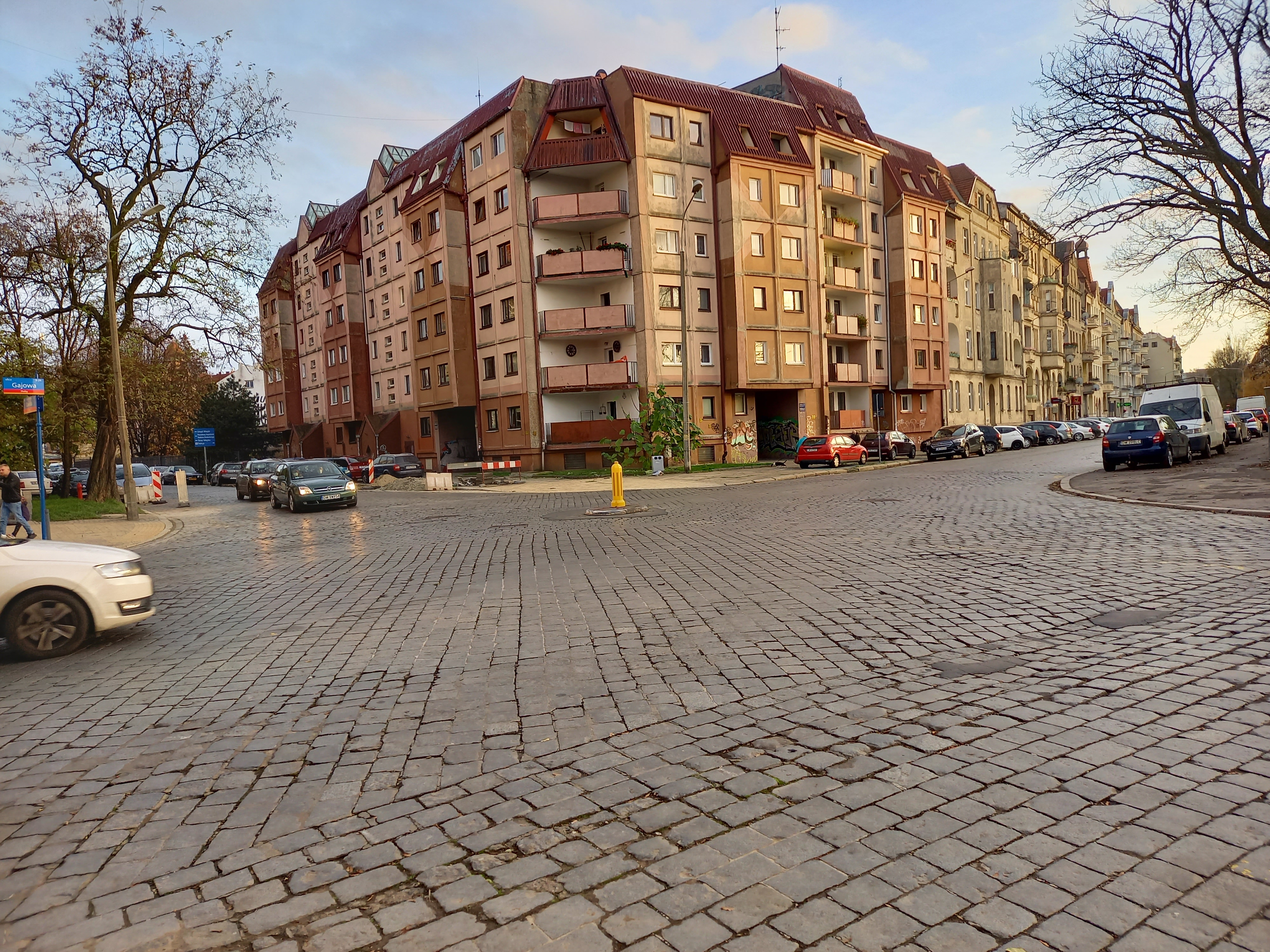
Ul. Dawida 13, 15, 17 i ul. Gajowa 28

Osiedle mieszkaniowe „Huby” – osiedle mieszkaniowe we Wrocławiu, którego budowę rozpoczęto pod koniec lat 50. XX wieku i kontynuowano w latach 60. i 70. XX wieku, na osiedlu Huby w dawnej dzielnicy Krzyki. Obejmuje obszar otoczony ulicami: Kamienną od strony południowej, Borowską od strony zachodniej, Dyrekcyjną od strony północnej i Hubską od strony wschodniej. Osiedle powstało na miejscu zniszczonej i rozebranej zabudowy przedwojennej pośród zachowanych częściowo kamienic i siatki dawnych ulic, w niektórych miejscach jednak zmieniając układ komunikacyjny. Do budowy budynków w ramach osiedla stosowano technologię Wrocławskiej Wielkiej Płyty. Powstała wówczas głównie zabudowa mieszkaniowa, w tym liczne wieloklatkowe, cztero- i pięciokondygnacyjne budynki liniowe i inne, w tym między innymi dwa bloki mieszkalne jedenastokondygnacyjne w centralnej części osiedla oraz trzy charakterystyczne budynki punktowe, stanowiące rytmicznie rozmieszczone dominanty wzdłuż ulicy Borowskiej, zrealizowane według powtarzalnego projektu punktowca przy ulicy Jastrzębiej. Przedwojenna zabudowa oraz powstała wówczas zabudowa mieszkaniowa była w późniejszych latach uzupełniana współczesnymi, rozproszonymi realizacjami głównie budynków plombowych, mieszkalnych i mieszkalno-usługowych. 

## Historia
Obszar, na którym znajduje się osiedle, został włączony w granice miasta w 1868 r. Do końca XIX wieku powstała na nim zwarta zabudowa wielkomiejska, z pierzejową zabudową wzdłuż ulic, na którą składały się kamienice z funkcją reprezentacyjną na zewnątrz oraz w niektórych przypadkach z przedogródkami i wolnymi od zabudowy wnętrzami kwartałów ulicznych, wypełnionymi zielenią. W wyniku działań wojennych prowadzonych w czasie II wojny światowej podczas oblężenia Wrocławia w 1945 r. znaczna część zabudowy uległa zniszczeniu, a tylko część nadawała się do użytkowania lub odbudowy. Wolne tereny pośród rozrzuconych budynków przedwojennych przeznaczono pod budowę osiedla mieszkaniowego, którego realizację rozpoczęto pod koniec lat 50. i kontynuowano w latach 60. XX oraz latach 70. XX wieku. Pierwszych 488 mieszkań w nowych budynkach położonych przy ulicy Borowskiej, Glinianej i Łódzkiej oddano do użytku w 1960 r. Projektantami osiedla byli architekci: Julian Łowiński, Ryszard Kożuch.
Kolejna zabudowa w tej części miasta powstała na południe od opisanego osiedla w zespole zabudowy mieszkaniowej zrealizowanym w latach 70. XX wieku na podstawie projektu tych samych architektów po południowej stronie ulicy Kamiennej (między ulica Borowską, Trwałą i aleją Armii Krajowej). W późniejszych latach pośród zabudowy przedwojennej i budynków powstałych w czasie budowy osiedla mieszkaniowego „Huby”, powstawała jeszcze kolejna, współczesna zabudowa uzupełniająca, o funkcji mieszkalnej i mieszkalno-usługowej, w tym budynki plombowe. Tak ukształtowana zabudowa bywa postrzegana jako chaotyczne przemieszanie budynków historycznych, budynków osiedla mieszkaniowego „Huby” z okresu PRL i bardziej współczesnych z okresu dzikiego kapitalizmu lat 90. XX wieku. W ramach tego obszaru w tak ukształtowanej zabudowie mieszka współcześnie około 20 000 osób.

## Położenie, otoczenie, układ zabudowy
Osiedle położone jest we Wrocławiu na terenie dawnej dzielnicy Krzyki, w ramach samorządowego osiedla Huby, w jednostce urbanistycznej Huby. Obszar osiedla otoczony jest ulicami: Kamienną od strony południowej, Borowską od strony zachodniej, Dyrekcyjną od strony północnej i Hubską od strony wschodniej. Istniejąca tu zabudowa ma charakter zabudowy śródmiejskiej. Cechuje się ona wysoką intensywnością wykorzystania terenu i dużą gęstością zaludnienia oraz przemieszaniem funkcji mieszkalnej z innymi funkcjami, w szczególności obiektami użyteczności publicznej. W układzie zabudowy widać sięgający XIX wieku układ oparty na bloku urbanistycznym z kwartałami ulic i pierzejami ukształtowanymi wzdłuż ich przebiegu. Tak ukształtowany układ urbanistyczny i komunikacyjny zakłócony jest w niektórych lokalizacjach przez późniejsze realizacje współczesnej zabudowy.

## Zabudowa
Jak wyżej wstępnie wspomniano pośród zabudowy powstałej w ramach osiedla mieszkaniowego dominują wieloklatkowe, cztero- i pięciokondygnacyjne, mieszkalne budynki liniowe, posadowione wzdłuż pierzei ulic, ale często cofnięte względem pierwotniej, historycznej linii zabudowy, rozmieszczone w układzie swobodnym, nawiązującym już do zasad modernizmu. Tworzą one zamknięte wnętrza międzyblokowe otoczone opisanymi tu i poniżej budynkami. Zastosowano w projektach detal architektoniczny budynków taki sam jak w tzw. dzielnicy Południe, co wynikało z dostępności prefabrykatów z poligonów mieszczących się przy ulicy Ślężnej. Oprócz tego powstały także wyróżniające się pośród nich wysokością dwa bloki mieszkalne położone w centralnej części układu przestrzennego przy ulicy Przestrzennej 32, 34 i 36 i przy ulicy Wesołej 37, 39, 41, o dwunastu kondygnacjach nadziemnych, każdy z nich o trzech klatkach schodowych. Do wyróżniających się budynków niewątpliwie zalicza się także trzy punktowce, także dwunastokondygnacyjne, rozmieszczone rytmicznie wzdłuż ulicy Borowskiej, kolejno od północy w kierunku południowym o adresach: ulica Gliniana 23, ulica Wesoła 1, ulica Przestrzenna 1, pełniących tu wyraźne funkcje dominant architektonicznych. Zostały one zbudowane na podstawie powtarzalnego projektu punktowca przy ulicy Jastrzębiej, stosowanego także w innych lokalizacjach miasta. Niewielkie zgrupowanie trzech innych niż wyżej opisane punktowców powstało także przy zbiegu ulicy Hubskiej i Kamiennej.
Do budowy budynków w ramach osiedla stosowano technologię Wrocławskiej Wielkiej Płyty (technologia wielkopłytowa). Rozpoczęto także w ramach tego osiedla próby stosowania płyty osłonowej relifowanej, między innymi w budynku przy ulicy Jana Władysława Dawida 13, 15, 17 i ulicy Gajowej 28. Płyta ta różniła się od stosowanych dotąd powszechnie płyt innych systemów budownictwa wielkopłytowego zastosowaniem obwodowo ramy o szerokości 30 cm, stanowiącego wyraźne pogrubienie obwodowe względem reszty powierzchni płyty, wypełnionej swobodnie kształtowanymi otworami okiennymi. Jednak rozwiązanie to nie przyjęło się, co tłumaczone jest niedbałym wykonawstwem elementów prefabrykowanych, a co za tym idzie istotnymi wadami tak ukształtowanych obiektów. Ostatecznie więc zaniechano ich produkcji i powrócono do standardowych rozwiązań.

## Zakłócenia historycznego układu urbanistycznego
Jak wyżej wspomniano realizacja osiedla mieszkaniowego wprowadziła do istniejącego, zastanego układu ulic i pozostałości dawnej zabudowy, pewne zakłócenia, dotyczące układu urbanistycznego, ale także układu komunikacyjnego, w pewnych określonych lokalizacjach w ramach osiedla Huby. Można tu wymienić następujące miejsca:
- ulica Ciepła: przerwanie biegu ulicy i jej skrócenie oraz sprowadzenie do roli sięgacza ulicy Glinianej, przypisanie pozostałych zachowanych fragmentów i części zabudowy do innych ulic; związane to było realizacją budynków przy ulicy Wesołej 10-26 i Wesołej 5-23, w ramach których wykonano jedynie przejazdy bramowe oraz budynku przy ulicy Przestrzennej 2-8[23][24][25]
- ulica Wapienna: skrócenie biegu ulicy i likwidacja połączenia z ulicą Glinianą, poprzez realizację budynku przy ulicy Glinianej 73-83[23][24][26]
- ulica Lniana: przerwanie biegu ulicy i jej skrócenie oraz sprowadzenie do roli sięgacza ulicy Hubskiej, przypisanie pozostałych zachowanych fragmentów i części zabudowy do innych ulic; związane to było realizacją budynków przy ulicy Gajowej 58-66 i Lnianej 6-9[23][24][27]
- ulica Przestrzenna: przerwanie biegu ulicy i jej skrócenie, przypisanie krótkich fragmentów i części zabudowy do innych ulic; związane to było realizacją budynku przy ulicy Hubskiej 93-97[23][24][28].